# Frank Birch
Francis Lyall (Frank) Birch, né le 5 décembre 1889 et mort le 14 février 1956, est un universitaire et un cryptanalyste britannique.

## Biographie
Éduqué à Eton et King's College (Cambridge), Birch réserviste de la Royal Navy sert dans l'Atlantique, la Manche et aux Dardanelles. De 1916 à 1919, il est affecté à la Naval Intelligence Division (Room 40), expérience dont il tirera une satire, Alice à ID25.
The sailor in Room 53

has never, it's true, been to sea

but though not in a boat

he has served afloat —

in a bath in the Admiralty.
("Le matelot du Compartiment 53 / n'a jamais c'est vrai vu la mer / mais quoique pas dans un bateau / il servit dans la flotte / d'une baignoire de l'amirauté")
Fellow de King’s College, Cambridge (1915–34), lecteur d'Histoire à Cambridge University (1921–8), Birch quitte Cambridge pour monter sur les planches, dans les années trente.
En septembre 1939, Birch rejoint la Naval section de Bletchley Park. Plus tard, il dirige la Section navale allemande. Les bombes manquent pour décrypter l'Enigma navale, il faudra exploiter les bombes américaines, via l'OP-20-G.

## Distinctions
- OBE (1919)
- CMG (1945)

## Source
- (en) Cet article est partiellement ou en totalité issu de l’article de Wikipédia en anglais intitulé « Francis Birch (cryptographer) » (voir la liste des auteurs).
- Notices d'autorité :   - VIAF
  - ISNI
  - BnF (données)
  - LCCN
  - Espagne
  - Pologne
  - Israël
  - WorldCat